# Larbaa (tribu)
 (juillet 2024).
La mise en forme du texte ne suit pas les recommandations de Wikipédia : il faut le « wikifier ».
Les points d'amélioration suivants sont les cas les plus fréquents :
- Les titres sont pré-formatés par le logiciel. Ils ne sont ni en capitales, ni en gras.
- Le texte ne doit pas être écrit en capitales (les noms de famille non plus), ni en gras, ni en italique, ni en « petit »…
- Le gras n'est utilisé que pour surligner le titre de l'article dans l'introduction, une seule fois.
- L'italique est rarement utilisé : mots en langue étrangère, titres d'œuvres, noms de bateaux, etc.
- Les citations ne sont pas en italique mais en corps de texte normal. Elles sont entourées par des guillemets français : « et ».
- Les listes à puces sont à éviter, des paragraphes rédigés étant largement préférés. Les tableaux sont à réserver à la présentation de données structurées (résultats, etc.).
- Les appels de note de bas de page (petits chiffres en exposant, introduits par l'outil «  Source ») sont à placer entre la fin de phrase et le point final[comme ça].
- Les liens internes (vers d'autres articles de Wikipédia) sont à choisir avec parcimonie. Créez des liens vers des articles approfondissant le sujet. Les termes génériques sans rapport avec le sujet sont à éviter, ainsi que les répétitions de liens vers un même terme.
- Les liens externes sont à placer uniquement dans une section « Liens externes », à la fin de l'article. Ces liens sont à choisir avec parcimonie suivant les règles définies. Si un lien sert de source à l'article, son insertion dans le texte est à faire par les notes de bas de page.
- La présentation des références doit suivre les conventions bibliographiques. Il est recommandé d'utiliser les modèles {{Ouvrage}}, {{Chapitre}}, {{Article}}, {{Lien web}} et/ou {{Bibliographie}}. Le mode d'édition visuel peut mettre en forme automatiquement les références.
- Insérer une infobox (cadre d'informations à droite) n'est pas obligatoire pour parachever la mise en page.

Pour une aide détaillée, merci de consulter Aide:Wikification.
Si vous pensez que ces points ont été résolus, vous pouvez retirer ce bandeau et améliorer la mise en forme d'un autre article.
 (février 2025).
 (avril 2025).
Motif : Absence de sources secondaires centrées en nombre et qualité suffisants
- Archive Wikiwix
- Bing
- Cairn
- DuckDuckGo
- E. Universalis
- Gallica
- Google
- G. Books
- G. News
- G. Scholar
- Persée
- Qwant
- (zh) Baidu
- (ru) Yandex
- (wd) trouver des œuvres sur Wikidata

| 1. | Préciser le motif de la pose du bandeau. | Précisez le motif de la pose du bandeau en utilisant la syntaxe suivante : {{admissibilité à vérifier\|date=avril 2025\|motif=remplacez ce texte par le motif}}                     |
| 2. | Informer les utilisateurs concernés.     | Pensez à avertir le créateur de l'article, par exemple, en insérant le code ci-dessous sur sa page de discussion : {{subst:avertissement admissibilité à vérifier\|Larbaa (tribu)}} |

 (février 2025).
Si vous disposez d'ouvrages ou d'articles de référence ou si vous connaissez des sites web de qualité traitant du thème abordé ici, merci de compléter l'article en donnant les références utiles à sa vérifiabilité et en les liant à la section « Notes et références ».
Larbaa ou encore al-Arbaa (en arabe : الأرباع) est une tribu arabes d'origine  bédouine diverses, ayant pour principale chef-lieu la ville de Laghouat en Algérie[réf. nécessaire].

## Étymologie
Le nom "al-Arbaa" vient du mot quatre en arabe, venant du fait que la tribu est une alliance tribal (Hilf) de quatre petites tribus.
Il existe une autre affirmation les reliant à un ancêtre al-Rabi descendant de Maaqil.[réf. nécessaire]

## Histoire
La première formation des Larbaa est dans les zibans avec les tribus originelles (Maamra, Hajjaj, Awlad Salah et Awlad Zaid). Qu'ils ont dominé pendant plusieurs siècles, il est accordé que leur territoire était entouré par les zones de Sidi Okba, Sidi Khaled, Ouled Djellal.
Ils seront ensuite chassés de la région par la tribu des Awlad Jelal, et partiront vers la région de Laghouat, où l'alliance tribal se consolidera d'autres groupes tribaux vers 1875 où la confédération sera solidifiée et très puissante dans la région. Ils sont parmi les tribus arabes qui vont remplacer la population originel de Laghouat (des Zénètes Maghrawa), avec eux les Mkhalif, les Saïd Otba et les Awlad Ismail. 
Avant le siège de Laghouat, les Mozabites de la ville payaient un droit de passage à la tribu des Larbaa, des Said Otba et des Mkhalif Djorb, en échange de ne pas toucher aux caravanes expédiés dans le Tell
Le 16-17 septembre 1864, une insurrection a lieu à Ghardaïa, faites par des insurgés issues principalement des Chaamba et quelques Larbaa attaquant et pillant les maisons dans la nuit de ceux qui ne voulurent pas se rallier à la Révolte des Ouled Sidi Cheikh, dirigé par le Cheikh Bouamama
.

## Chefs des Larbaa

### Époque de la Migrations des Zibans à Laghouat
- Si Mohamed al-Hadjaji : issue des Hajjaj, chef de ces derniers vers 1635

### Installé à Laghouat

#### Awlad Sidi Aissa
- Ben (nom inconnu) Ahmed ben Tayeb> : fils de Ahmed ben Tayeb, lui succédant de 1758 à 1781.

##### Famille des Ben Chaoui (issue des Awlad Sidi Aissa)
- Ben Chohra ben Ferhat ben Chaoui: neveu de Moulay Mohamed ben Chaoui, qui régna de 1806 à 1807, et ensuite à la mort du précédent de 1809 à 1811, qui le récupère en 1813.
- Ben (fils de) Moulay Mohamed el-Bey : dirigeant de 1811 à 1813 avant de perdre le pouvoir qui retourne a son prédécesseur (n'est pas issue des Ben Chaoui).
- (Ben) Nasser ben Chohra [Nasser ben Shahra]

: Il hérite du pouvoir de son père a sa mort en 1844, ce dernier va alors, avec l'arrivée des français ce lancé dans le jihad et la lutte contre la colonisation. Après le Siège de Laghouat, les Larbaa sont divisé jusqu'en 1875 où ce réforme à nouveau un gouvernement tribal.

#### Ouled Mohamed Ben Tayeb
- Si al-Hajj Lakhdar ben Mohamed ben Tayeb : Caïd des Maamra et ensuite chef des Larbaa de 1875 à 1914, il reçoit le titre de "Agha" en 1894.
- Djeloul ben Lakhdar ben Mohamed ben Tayeb : fils du précédent, il régna de 1914 à 1940 et obtiendra le titre de Bachaga.
- Si Dehilis ben Djeloul ben Lakhdar : fils du précédent, chef de 1940 à 1945.
- Si Merhmoun ben Dehilis ben Djeloul: fils du précédent, chef de 1945 à 1959.

## Linguistiques
Le parler des Larbaa est classé comme nomade (bédouins), plus précisément « arabe galbi » (du centre/cœurs algérien), il se caractérise par la prononciation de la lettre "غ" (gh) en "ق" (q), par exemple, le mot "Sghir" (petit) ce dit "Sqir".

## Religion
Les Larba'i étaient autrefois des fervents adeptes de la Tariqa soufie Tijaniya, ils étaient, avec les Saïd Otba, les seuls a en faire partie et la répandre dans le désert algérien. Les adeptes de la Tijaniya de Ain Mehdi, a 6 kilomètres de Laghouat vont entrer dans un conflit mineur avec l'Emir Abd al-Qader.

## Composition tribal
- Awlad Zaid (descendant d'un Zaid ben Ahmed ben Mansur)
  - Awlad Aissa
  - Awlad Qatan (Gatan)
  - Awlad Sak'hel

- Awlad Salah (descendant de Sidi Omar ben Salah)
  - Awlad Ziyan
  - Al-Safran
    - Al-Juadat
    - Awlad Musa

  - Al-Jababrah
    - Awlad 'Atia
    - Al-Zanaqahah
    - Awlad Daoud
    - Al-Ababda

- Al-Maamrah
  - Awlad Si Aissa 
    - Awlad Ahmed
    - Awlad Abd al-Mu'min
    - Al-Sha'aifiah
    - Al-Qatatalah
    - Al-Sada'at

  - al-Zakazakah (aussi dit Zakaska)
    - Awlad 'Ali
    - Awlad Gana (Qana)
    - Awlad Sulayman (Slimane)
    - Awlad Khalifa

  - Awlad Abd al-Aziz
  - Awlad Si Sliman
  - Awlad Sidi Younes
  - Awlad Tounsi
  - Adjalat
  - Merenzia

- Al-Hajjaj
  - Al-Wanissat (aussi dit Awlad Ounis)
  - Al-Waraqala (aussi dit Awlad Wargla)
    - Al-Ghiat
    - Al-Ramidat

En plus de cela les tribus suivantes : 
- Harzaliah
  - Awlad Belkacem
  - Awlad (Sidi) Slimane (Sulayman)
    - Awlad Sidi Belhout
    - Awlad Sidi Djenidi
    - Awlad Sidi Nahoui
    - Awlad Sidi Mohamed ben Belgacem
    - Awlad Sidi Saddiq

  - Awlad ben Sha'ah
    - Awlad Sidi Abd ar-Rahman
    - Awlad Sidi Charef
    - Awlad Sidi Benaissa
    - Awlad Zineb
    - Mouaziz
- al-'Atalat

- Awlad Sidi Atallah
- Rahman (al-Hilaliya)
- Awlad Ziyan
- Mkhalif al-Sahara

## Personnalités issues des Larbaa
- Nasser ben Shahra : issue du clan Awlad Si Aïssa des al-Ma'amrah, ce dernier fût un des leader de la résistance contre la colonisation française, notamment lors du Siège de Laghouat par les troupes françaises[5].